# Капустяний салат

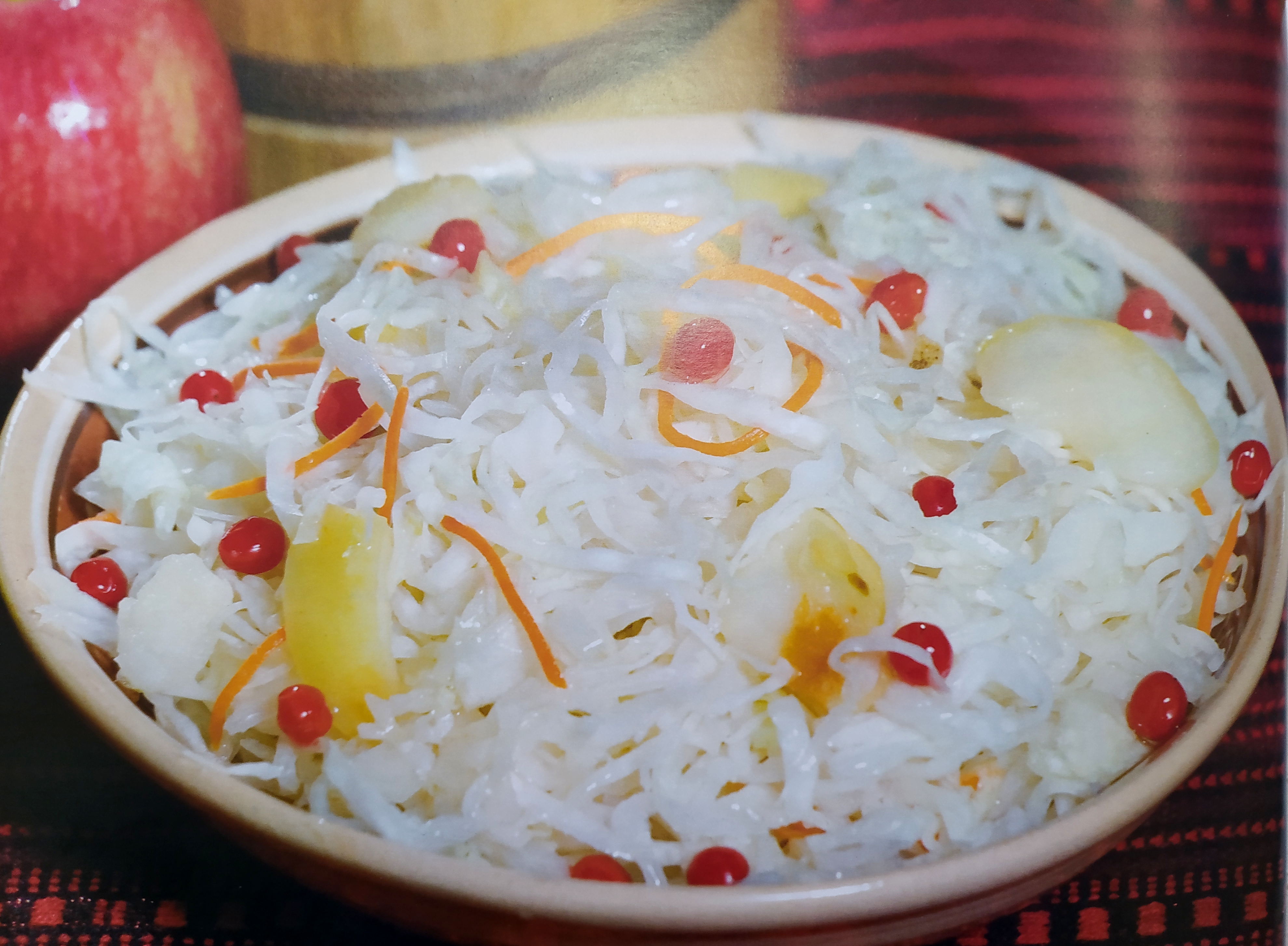
Традиційний капустяний салат

Капустяний салат (з нід. koolsla, що означає «салат з капусти») — гарнір, який складається переважно з дрібно нашаткованої сирої капусти із заправкою для салату або звичайною соняшниковою чи оливковою олією. Ця страва виникла в Нідерландах у XVIII столітті.

## Історія
Термін «coleslaw» виник у XVIII столітті як англізація нідерландського терміна «koolsla» («kool» нідерландською звучить в англійській як «cole»), що означає «салат з капусти». Частина слова «cole» походить від латинського caulis, що означає капуста. Нідерландська кулінарна книга 1770 року «Розумний кухар» (нід. De Verstandige Kock) містить рецепт, який приписують голландській господині автора, яка змішала тонкі смужки капусти з розтопленим маслом, оцтом і олією.
Відповідно до книжки The Joy of Cooking (1997), сира капуста є єдиним повністю послідовним інгредієнтом салату з капусти; тип капусти, заправка та додані інгредієнти дуже різноманітні. Взагалі, інгредієнти для салату варіюються від кухаря до кухаря (майже як український борщ), але обов'язково в салаті має бути капуста і соус. Складові теж мають багато варіацій, його готують з майонезу або сметани, з гірчицею і без, але обов'язково додають оцет.

## Подібні страви
Існує багато рецептів, які включають додавання інших інгредієнтів, таких як червона капуста, перець, нашаткована морква, цибуля, тертий сир, ананас або яблуко, змішані з заправкою для салату, такою як майонез або вершки. Можна додавати різні приправи, наприклад, насіння селери. Капуста може бути дрібно нарізаною, нашаткованою смужками або маленькими квадратиками. Інші варіанти салату включають салат з броколі, у якому замість капусти використовується подрібнена сира броколі.

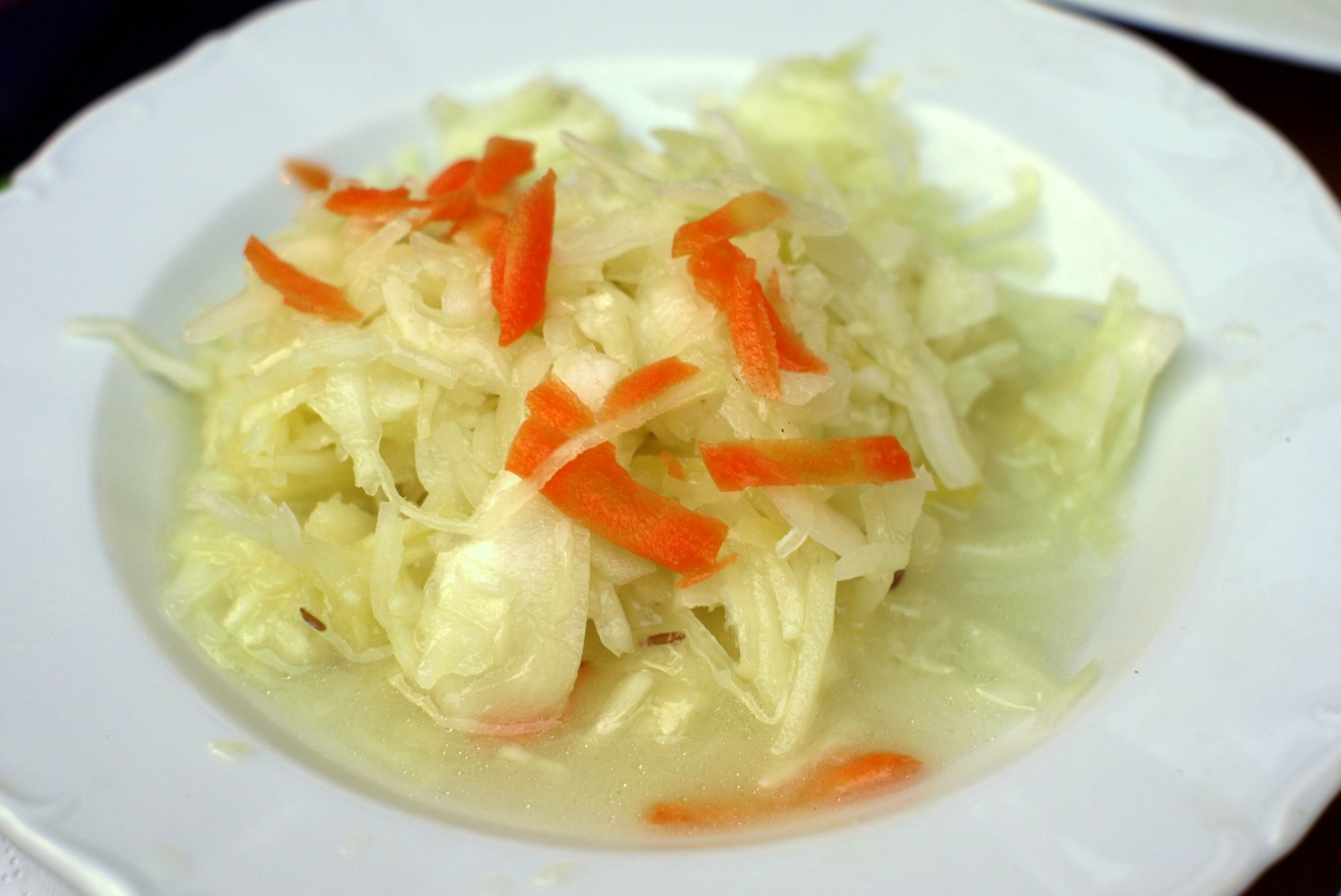
Баварський капустяний салат

Традиційний німецький салат складається з дрібно нашаткованої капусти, маринованої в олії та оцті. В Ізраїлі поширений салат з капусти складається з червоної капусти та майонезу. Він часто містить сіль, перець і лимонний сік. Салат часто подають як гарнір у ресторанах та кафе[джерело?].

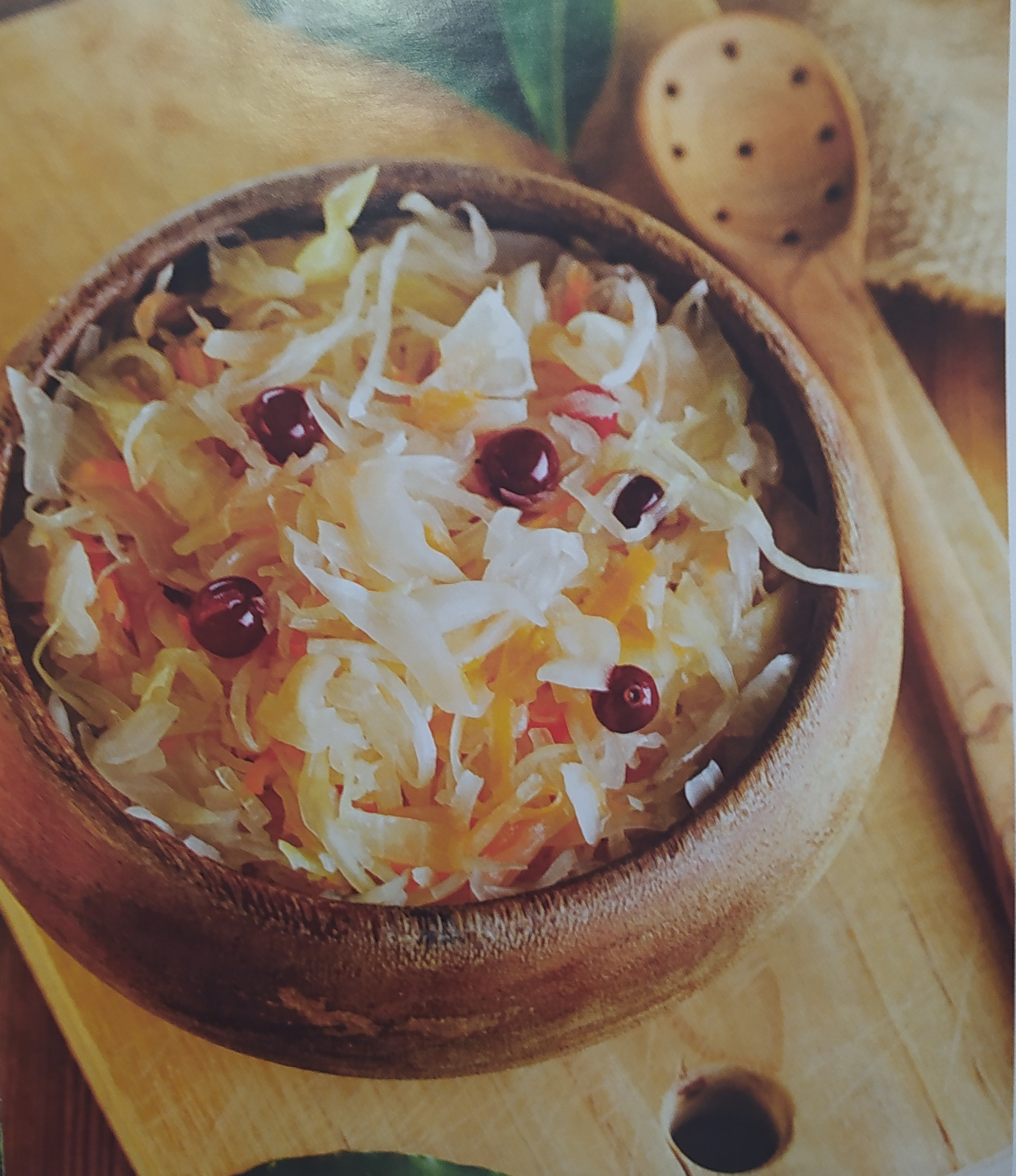
Українська кухня. Традиційний капустяний салат.

Салат з капусти з вареною шинкою та нарізаним перцем (нарізка жульєн) в Італії називається insalata capricciosa (примхливий салат).
У Польщі салати з капусти, що нагадують салат з капусти, зазвичай подають як гарнір до другої страви на обід, поряд з м'ясом і картоплею. Сталого рецепта немає, але типові інгредієнти включають нашатковану білокачанну капусту (червонокачанну та пекінську також нерідкі), дрібно нарізану цибулю, терту моркву, листя петрушки або кропу з багатьма можливими доповненнями. Їх приправляють сіллю, чорним перцем і дрібкою цукру і додають трохи олії (як правило, соняшникової або ріпакової) і оцту, тоді як заправки на основі майонезу є рідкістю. Альтернативний варіант, який зазвичай подається зі смаженою рибою, готується з квашеною капустою, віджатою, щоб усунути надлишок солоного розсолу, і так само перемішаною з морквою, цибулею, чорним перцем, цукром і олією. Будь-який простий салат такого типу, тобто салат із подрібнених сирих овочів, відомий як «суровка» (пол. surowy «сирий»). Якщо основним інгредієнтом є капуста, її називають surówka z (kiszonej) kapusty, або «салат з (кислої) капусти». Англійська назва «coleslaw» в основному асоціюється з капустою, заправленою майонезом. Його часто записують як «colesław» або «kolesław» (вимовляється [kɔˈlɛswaf]), через схожість з багатьма іменами, що закінчуються на «-sław» (наприклад, Bolesław)[джерело?].

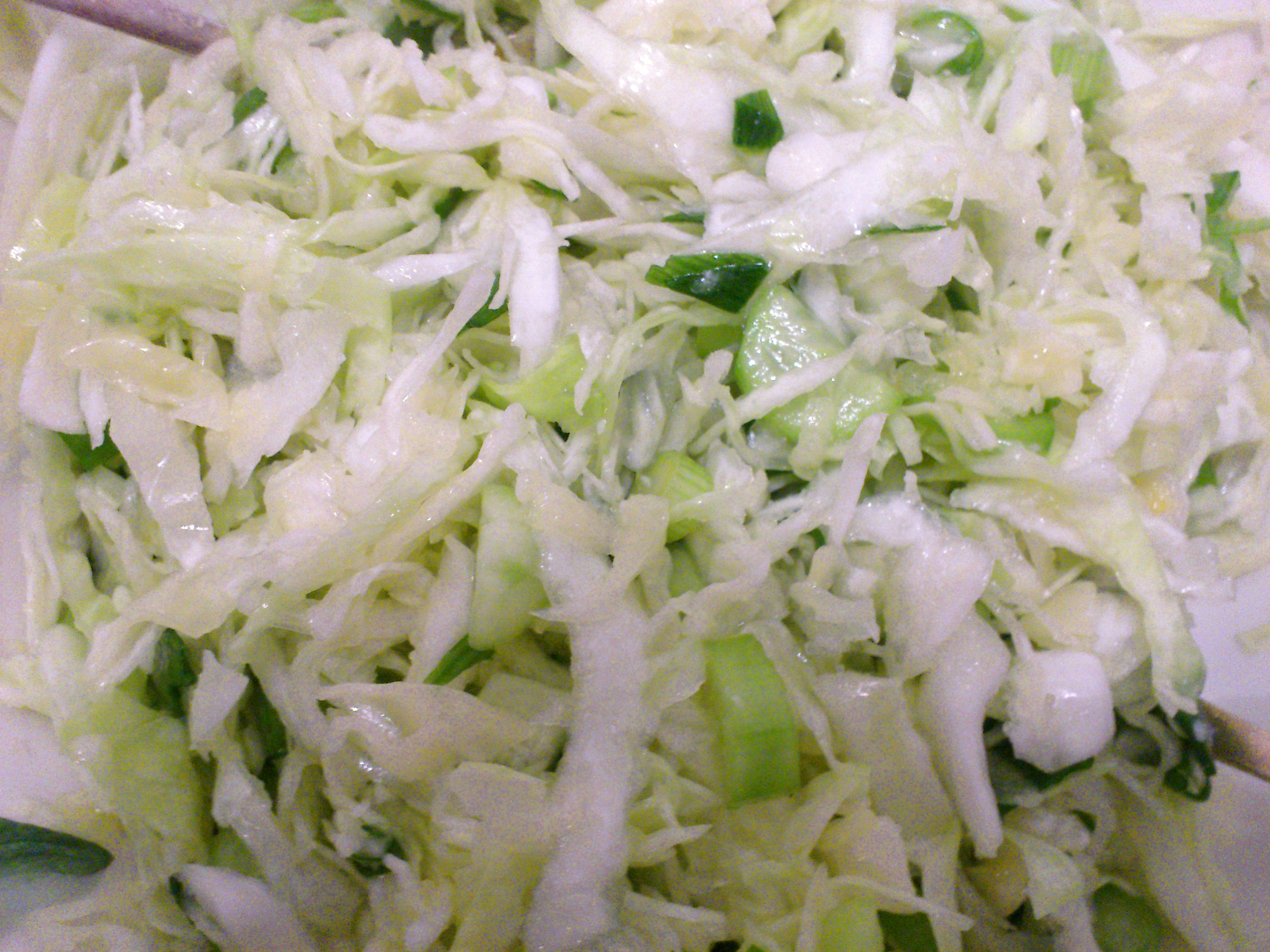
Капустяний салат в Україні

В Україні салат з капусти традиційно заправляють нерафінованою соняшниковою олією, змішаної з морквою, яблуком, журавлиною тощо. Схожий салат готують і з квашеної капусти.
У Швеції до піци класично подається особливий вид капустяного салату, що складається з оцту або оцтової кислоти (оцтової есенції), рослинної олії, солі та приправ, і відомий як pizzasallad (салат для піци). До салату додають моркву та цибулю-порей і називається veckosallad (тижневий салат) за його значну довговічність.
У Сполученому Королівстві капустяний салат часто містить моркву та цибулю на додаток до капусти, і зазвичай готується з майонезом або кремом для салату. Деякі варіації включають тертий сир, такий як чеддер, горіхи, такі як волоські, і сухофрукти, такі як кеш'ю або родзинки.
У Сполучених Штатах капустяний салат часто містить майонез або його замінники та моркву. Однак існує багато регіональних варіацій, а також поширені рецепти, що містять готову гірчицю чи оцет без молочних продуктів і майонезу.